# Люксембург на зимних Олимпийских играх 1988
Люксембург принимал участие в Зимних Олимпийских играх 1988 года в Калгари (Канада) после пятидесятидвухлетнего перерыва, в третий раз за свою историю, но не завоевал ни одной медали. Сборную страны представил один спортсмен в одном виде спорта, в четырёх дисциплинах.

## Состав и результаты

### Горнолыжный спорт
Мужчины
| Спортсмен       | Соревнование      | 1 заезд | 2 заезд | Итоговый результат | Итоговый результат |
| Спортсмен       | Соревнование      | Время   | Время   | Время              | Место              |
| --------------- | ----------------- | ------- | ------- | ------------------ | ------------------ |
| Марк Жирарделли | Скоростной спуск  |         |         | 2:02.59            | 9                  |
| Марк Жирарделли | Супергигант       |         |         | DNF                | -                  |
| Марк Жирарделли | Гигантский слалом | 1:07.79 | 1:04.00 | 2:11.79            | 20                 |
| Марк Жирарделли | Комбинация        |         |         | DNS                | -                  |

DNF = Не финишировал — спортсмен стартовал, но не финишировал.

DNS = Не стартовал — спортсмен не вышел на старт или же вышел, но не стартовал.